# فلسطينيو تونس
فلسطينيو تونس، هم الفلسطينيون المتواجدون في دولة تونس في شمال إفريقيا، بلغ عدد أفراد الجالية الفلسطينية حوالي 4000 لاجئ فلسطيني، من مجموع اللاجئين الفلسطينيين في الشتات الفلسطيني عبر أنحاء العالم.

## عدد الجالية الفلسطينية في تونس وأماكن تواجدها
- عدد الفلسطينيين في تونس قليل مقارنة مع الدول الأخرى.

- معظمهم أتى بعد حرب لبنان عام 1982، حين غادرت قيادة منظمة التحرير الفلسطينية لبنان واستقرت في العاصمة تونس، مدة عشرين عاماً هاجر خلالها أعداد كبيرة من الفلسطينيين إلى تونس.[3][4]

- عاد عدد كبير منهم إلى فلسطين بعد عقد اتفاقية أوسلو، وقيام السلطة الوطنية الفلسطينية عام 1994.[5]

## الأحداث العربية
- اثرت ظروف الربيع العربي على حياة وظروف اللاجئين في بعض الدول العربية وخاصة تونس وليبيا لما شهدته من أحداث وتقلبات سياسية.[6]

- جزء من اللاجئين الفلسطينيين في تونس قدموا بطلبات لجوئهم إلى دول أوروبية، وحسب المفوضية العليا للإجئين فإنها لا يمكن أن تدفع بتوطين هؤلاء اللاجئين في أوروبا كما يرغبون، دون موافقة السلطة الفلسطينية، خوفا من المس بحق العودة.

- تواجد عدد من اللاجئون الفلسطينيون بمخيم "الشوشة" الواقع على الحدود التونسية-الليبية فترة من الزمن، وبعدها طالبو بتسوية أوضاعهم، وإنهاء معاناتهم المتواصلة أكثر من عامين.

- طالب اللاجئون الفلسطينيون في مخيم "الشوشة" في حينها بالحصول على حق اللجوء إلى أي دولة أوروبية أسوة بباقي الجنسيات الإفريقية والآسيوية، التي لجأت إلى تونس خلال الحرب الليبية.

- أعلنت المفوضية العليا للأمم المتحدة لشؤون اللاجئين، أنها قررت غلق مخيم الشوشة للاجئين بمنطقة رأس الجدير بالجنوب التونسي.[7]